# Красота порока
«Красота порока» — фильм югославского режиссёра Живко Николича, снятый в 1986 году.

## Сюжет
Жители горного села Меджедже до сих пор живут по патриархиальным законам. В том числе у них есть такой жестокий обычай — жена, уличённая в измене, печёт большой круглый хлеб, после чего уходит с мужем в уединённое место. Там она кладет буханку на голову и произносит фразу: «Да простится тебе, муж мой, не ты убиваешь меня, а твой осквернённый хлеб». После чего муж убивает её ударом молота.
Горец Лука собирается жениться на прекрасной Яглике. Однако свадьба не может состояться без кума Жоржа, который достаточно благополучно обитает на побережье Адриатики, оставив в родном селе жену и детей. Для демонстрации своего богатства он даже нанимает людей притащить в горы легковой автомобиль. Жорж уговаривает односельчан приехать в приморье, обещая им златые горы. В конце концов Яглика уговаривает мужа перебраться к куму.
А здесь выясняется, что Жорж подвизается среди администрации нудистского курорта, и ему срочно необходимы служащие, причём женщины. В том числе он вынуждает Луку разрешить его жене работать с туристами. Сперва женщина чувствует себя очень неловко, но постепенно у неё возникают дружеские отношения с парой симпатичных нудистов. Она даже с интересом начинает наблюдать за их любовными играми. Луку же происходящее на побережье всё больше и больше угнетает, вдобавок Жорж, на словах постоянно заявляя о незыблемости кумовства, на деле подстраивает ему всякие каверзы. Но больше всего горца шокирует то, что жена пытается начать его целовать, тогда как до этого при интимной близости мужчина всегда клал ей на лицо чёрный платок.
В конце концов Яглика решается раздеться перед своими новыми друзьями, а затем они предаются групповым любовным играм прямо на пляже. Вечером женщина спешит в их номер, но там уже новые постояльцы. Лука с женой возвращаются в родную деревню, где Яглика сознаётся в содеянном. Женщина прощается с родственниками, берёт хлеб, муж берёт молот, и они идут в горы. Однако рука Луки не поднимается на жену, он бросает молот, бежит в дом и стреляет в себя.

## Актёры
1. Мира Фурлан — Яглика
2. Милутин Караджич — Лука
3. Петар Божович — Жорж
4. Ален Нури — иностранный нудист
5. Инес Котман — иностранная нудистка
6. Мира Баняц — Милада
7. Ева Рас — жена Жоржа
8. Добрила Чикрович — Косара
9. Мило Миранович — Вуко
10. Боро Степанович — Звонче
11. Миодраг Крстович — неверный муж

## Награды
На фестивале югославских фильмов в Пуле в 1986 году Мира Фурлан получила премию за лучшую женскую роль.